# Favela do Samba
A Sociedade Recreativa Favela do Samba é uma escola de samba de São Luis do Maranhão. Está localizada no Bairro do Sacavém.

## História
Fundada em 26 de outubro de 1950, possui como símbolo a lira, que foi idealizado pelo Senhor Arcelino e é usado até hoje pela escola. Suas cores são azul, amarelo e branco. Conquistou dezoito títulos, sendo o primeiro em 1977 e o último em 2019. Em 1984 não desfilou, porém trouxe Neguinho da Beija-Flor para gravar o samba-enredo "Êta mulher paidégua".
Foi heptacampeã consecutivamente entre os anos de 2006 e 2012, igualando-se à Portela do Rio de Janeiro que foi campeã entre os anos de 1941 a 1947.
Em 2016 foi inicialmente declarada campeã, empatada com a Turma do Quinto, mas este título ficou sub-júdice até 2019,onde após um acordo entre as entidades, o título foi dado à Flor do Samba.

## Títulos
- 1977, 1992, 1993, 1997, 1998, 1999, 2000, 2006, 2007, 2008, 2009, 2010, 2011, 2012, 2015, 2017, 2019

## Carnavais
| Ano  | Colocação                                               | Grupo                                                   | Enredo | Carnavalesco                                            | Ref   |
| ---- | ------------------------------------------------------- | ------------------------------------------------------- | --- | ------------------------------------------------------- | ----- |
| 1976 |                                                         |                                                         | A festa do Divino                                                                                                   |                                                         |       |
| 1977 | campeã                                                  |                                                         | No Reino dos Orixás                                                                                                 |                                                         |       |
| 1978 |                                                         |                                                         | Anos de Glória e Tradição                                                                                           |                                                         |       |
| 1979 |                                                         |                                                         | São Luís de Magias Mistérios e Glórias                                                                              |                                                         |       |
| 1980 |                                                         |                                                         | O País da Imaginação                                                                                                |                                                         |       |
| 1981 |                                                         |                                                         | Catulo da Paixão Cearense, o Menestrel do Sertão                                                                    |                                                         |       |
| 1982 |                                                         |                                                         | Ao Resplendor dos Deuses Yorubanos                                                                                  |                                                         |       |
| 1983 |                                                         |                                                         | Dilú Melo, o Berço da Ilusão                                                                                        |                                                         |       |
| 1984 |                                                         |                                                         | Sonhos dos Fios de ouro                                                                                             |                                                         |       |
| 1985 |                                                         |                                                         | Tambores que Acaletam os Sonhos de um Povo                                                                          |                                                         |       |
| 1989 |                                                         |                                                         | A Peleja Contra os Dragões da Maldade, o Sonho de Maria Aragão                                                      |                                                         |       |
| 1990 |                                                         |                                                         | Reinaldo Faray, o Sonho de um Pierrot                                                                               |                                                         |       |
| 1991 |                                                         |                                                         | O Baile dos Exilados                                                                                                |                                                         |       |
| 1992 | Campeã                                                  |                                                         | Me Engana que eu Gosto                                                                                              |                                                         |       |
| 1993 | Campeã                                                  |                                                         | De Ourique á Praça Deodoro que é do Povo                                                                            |                                                         |       |
| 1994 |                                                         |                                                         | Os Canhões do Silêncio, Homenagem ao Poeta José Chgas                                                               |                                                         |       |
| 1995 | vice campeã                                             |                                                         | No escurinho do cinema                                                                                              |                                                         |       |
| 1997 | Campeã                                                  |                                                         | Cores e Sons, Deste Mundo Tropical                                                                                  |                                                         |       |
| 1998 | Campeã                                                  |                                                         | A Esperança que Balança, mas não cai                                                                                |                                                         |       |
| 1999 | Campeã                                                  |                                                         | Carnaval de “A a “Z” (tributo ao radialista José Raimundo Rodrigues)                                                |                                                         |       |
| 2000 | Campeã                                                  |                                                         | Do Guajá a Internet: Uma Odisséia na Passarela                                                                      | Júlio Matos                                             |       |
| 2001 | Vice-campeã                                             |                                                         | Terapia natural da alegria, ou de cabacinha em cabacinha eu sou mais Terezinha                                      | Júlio Matos                                             |       |
| 2002 | Vice-campeã                                             |                                                         | Saraminda | Júlio Matos                                             |       |
| 2003 | Vice-Campeã                                             |                                                         | Sousândrade – Guesa Errante                                                                                         | Júlio Matos                                             |       |
| 2004 | Vice-campeã                                             |                                                         | Rebeldias na Ilha                                                                                                   | Júlio Matos                                             |       |
| 2005 | ''Vice-campeã                                           |                                                         | Sabores picantes | Júlio Matos                                             |       |
| 2006 | Campeã                                                  |                                                         | Axé da Favela no Reino de Mãe África                                                                                | Júlio Matos                                             |       |
| 2007 | Campeã                                                  |                                                         | Baladas de Alegria nas Imboladas de Zeca Baleiro                                                                    | Pedro Padilha e Júlio Matos                             |       |
| 2008 | Campeã                                                  |                                                         | O Homem e o Mar... Navegar é Preciso                                                                                | Pedro Padilha e Júlio Matos                             |       |
| 2009 | Campeã                                                  |                                                         | Sob os efeitos da lua                                                                                               | Pedro Padilha e Júlio Matos                             |       |
| 2010 | Campeã                                                  |                                                         | A Favela se fez Bandeira no Planeta de César Teixeira                                                               | Pedro Padilha e Júlio Matos                             |       |
| 2011 | Campeã                                                  |                                                         | O Boi é festa | Pedro Padilha e Júlio Matos                             |       |
| 2012 | Campeã                                                  |                                                         | São Luís, a menina dos olhos do mundo                                                                               | Pedro Padilha e Júlio Matos                             |       |
| 2014 | 3º lugar                                                |                                                         | Abram as Cortinas Favela o Espetáculo é você                                                                        | Pedro Padilha e Júlio Matos                             |       |
| 2015 | Campeã                                                  | ÚNICO                                                   | Da energia da vida a energia do carnaval através dos quatro elementos na natureza. A favela é pura energia          | Pedro Padilha e Júlio Matos                             | [ 1 ] |
| 2016 | 3° Lugar                                                | ÚNICO                                                   | Se não chover? se a fonte do rio não brotar? e se o mar secar? o que de nós será?                                   | Pedro Padilha e Júlio Matos                             | [ 4 ] |
| 2017 | Campeã                                                  | ÚNICO                                                   | “União... São Luís... Artur Azevedo... um templo do povo... O templo do carnaval”.                                  | Pedro Padilha e Júlio Matos                             |       |
| 2018 | 3° lugar                                                | ÚNICO                                                   | Visões da coluna Pretes, nas trilhas do sul do Maranhão uma coluna vertebrada de ossos feitos de sonhos e esperança | Pedro Padilha e Júlio Matos                             |       |
| 2019 | Campeã                                                  | ÚNICO                                                   | Sob um brilho de um cometa chamado Jesiel                                                                           | Pedro Padilha e Júlio Matos                             |       |
| 2020 | 4° lugar                                                |                                                         | A rua Grande uma metamorfose urbana                                                                                 | Pedro Padilha e Júlio Matos                             |       |
| 2021 | Concursos cancelados em virtude da pandemia de COVID-19 | Concursos cancelados em virtude da pandemia de COVID-19 | Concursos cancelados em virtude da pandemia de COVID-19                                                             | Concursos cancelados em virtude da pandemia de COVID-19 |       |
| 2022 | Concursos cancelados em virtude da pandemia de COVID-19 | Concursos cancelados em virtude da pandemia de COVID-19 | Concursos cancelados em virtude da pandemia de COVID-19                                                             | Concursos cancelados em virtude da pandemia de COVID-19 |       |
| 2023 | Campeã                                                  |                                                         | Do renascer da Grécia antiga ao berço da cultura popular, o legado de um artista chamado Dionísio                   | Pedro Padilha e Remi Andrade                            |       |
| 2024 | 6º lugar                                                |                                                         | Presentes de Olorum, as pérolas negras do Maranhão são carregadas de axé                                            | Pedro Padilha, Eduardo Willian e Remi Andrade           |       |
| 2025 | Vice campeã                                             |                                                         | O urrou das toadas no rufar dos tambores da Favela                                                                  | Pedro Padilha e Remi Andrade                            |       |